# Historia y conciencia de clase
Historia y conciencia de clase es un libro del filósofo marxista húngaro Georg Lukács publicado en 1923, consistente en una serie de ensayos escritos entre 1911 y 1922. A lo largo del libro, Lukács rechaza la idea del marxismo como un método de análisis estrictamente científico de los cambios económicos y sociales, reformulandolo como una cosmovisión filosófica; también enfatiza la influencia de Hegel sobre el pensamiento de Karl Marx, analiza el concepto de conciencia de clase e intenta justificar filosóficamente el bolchevismo. El libro tuvo un papel fundamental en la configuración del marxismo occidental y es el más conocido de Lukács, siendo bastante populares muchas de sus citas.
Fue un libro bastante polémico, llegando a ser llamado “el libro maldito del marxismo” por Costas Axelos, sus tesis fueron duramente criticadas por pensadores estalinistas en un primer momento, como también posteriormente por parte de estructuralistas, llegando a ser censurado en la Unión Soviética y en Europa Oriental. Más tarde, el mismo autor repudió sus ideas llegando a rehusar durante cerca de cuarenta años la traducción de su libro a cualquier idioma; Lukács creía que había confundido el concepto de alienación de Hegel con el de Marx.
Se ha sugerido que el concepto de reificación empleado por Martin Heidegger en Ser y Tiempo (1927) demuestra que Historia y conciencia de clase tuvo una fuerte influencia sobre él, aunque tal relación sigue siendo discutida.[cita requerida]